# Красний Октябр (Кам'янський район)
Красний Октябр (рос. Красный Октябрь; рум. Crasnîi Octeabri) — село в Кам'янському районі в Молдові (Придністров'ї). Є центром Краснооктябрської сільської ради.
Згідно з переписом населення 2004 року у селі проживало 8,3% українців.